# Giorgio Squadrone
Giorgio Squadrone (Pisa, 14 dicembre 1964) è un paracadutista italiano.
È entrato nella sezione paracadutisti dell'esercito nel 1988. Tuttora fa parte della squadra Italy National Team dell'Esercito Italiano.

## Palmarès
- 8 Titoli di campione del Mondo nella Precisione in atterraggio a squadre (4 Militari e 4 assoluti)
- 5 Medaglie d'Argento Campionati del Mondo CISM e FAI (3 Militari e 2 assoluto)
- 1 Medaglia d'Argento Campionati del Mondo CISM nella Precisione in atterraggio individuale
- 3 Medaglie di Bronzo ai Campionati del Mondo Precisione e Combinata (2 Militari e 1 assoluto)
- 1 Medaglia d'Argento ai Campionati Europei CISM Precisione in atterraggio a squadre
- 1 Medaglia di Bronzo ai Campionati Europei CISM nella Precisione in atterraggio individuale

- 8 Titoli Italiani nella Precisione in atterraggio a squadre
- 2 Titoli Italiani Individuali juniores
- 6 Titoli italiani Individuali
- 6 Distintivi dello Sport Militare
- 2 Medaglie d'Oro al Valore atletico CONI (94/98)
- 2 Medaglie di Bronzo al Valore atletico CONI (93/94)
- 2 Croci d'Oro al Merito dell'Esercito
- 1 Medaglia d'Argento al Valore atletico CISM